# Berthold Biermann
Berthold Biermann (* 6. April 1903 in Berlin; † 5. Oktober 1953 im Rhein bei Bonn) war ein deutscher Journalist, Literaturkritiker und Staatsbeamter.

## Leben und Wirken
Nach dem Schulbesuch begann Biermann als Journalist zu arbeiten. In den 1920er Jahren schrieb er unter anderem für den Berliner Börsen-Courier. 1928 wurde Biermann, der politisch der SPD angehörte, als Referent in die Vereinigte Presseabteilung der Reichsregierung und des Auswärtigen Amtes berufen. Sein Kollege Werner Stephan beschreibt ihn für diese Zeit als „intellektuell, beinahe schüchtern“.
1931 heiratete Biermann Erika Müller (1910–1989), eine Tochter des ehemaligen Reichskanzlers Hermann Müller.
Aufgrund seiner jüdischen Abstammung wurde Biermann 1933 gemäß dem Gesetz zur Wiederherstellung des Berufsbeamtentums aus dem Auswärtigen Dienst entlassen. Zusammen mit seiner Frau siedelte er noch im selben Jahr nach Paris über, wo er bis 1940 für die deutsche Exilpresse tätig war. In Paris trennten sich Biermann und seine Frau, die dort als Sekretärin für Rudolf Breitscheid arbeitete, wiewohl die offizielle Scheidung erst 1952 erfolgte.
Nach der deutschen Besetzung Frankreichs floh Biermann 1940 in die Vereinigten Staaten, wo er sich in Cleveland niederließ und als Packer arbeitete. Daneben schrieb er weiterhin politische und literaturkritische Beiträge für Exil-Zeitungen. Sein besonderes Interesse galt damals der Person und dem Werk Johann Wolfgang von Goethes, dem er zu seinem 200. Geburtstag ein umfangreiches Werk widmete.
Nach dem Ende des Zweiten Weltkrieges kehrte Biermann nach Deutschland zurück, wo er zunächst in Hamburg lebte. 1951 wurde er erneut in den Auswärtigen Dienst aufgenommen. Im Bonner Außenministerium leitete er als Legationsrat das Referat „Vereinte Nationen, Verkehr mit dem Generalsekretariat Wirtschafts- und Sozialrat, soweit es sich um grundsätzliche Fragen handelt, Koordination der mit den Vereinten Nationen befassten Stellen, Sonderkonferenz der Vereinten Nationen“.
Biermann starb 1953 durch Suizid.

## Schriften
- „Mehr Völkerbund in der Schule“, in: Berliner Börsen-Zeitung vom 30. Dezember 1927.
- „Paris vor 150 Jahre. Zur Psychologie der Revolution“: in Pariser Tageblatt vom 16. Juni 1939.
- „Georg Forster in der Revolution. Das Schicksal eines deutschen Freiheitskämpfers“, in: Pariser Tageszeitung vom 8. August 1939, Nr. 1063.
- „Thomas Mann und Goethe“, in: Deutsche Blätter, Jg. 3, Heft 25, Mai–Juni 1945, S. 15–22.
- „Goethe im Urteil der Amerikaner“, in: Neue Schweizer Rundschau XVII, 1949, S. 317.
- Goethes World as Seen in Letters and Memoirs, New York 1949, weitere Ausgabe London 1951.